# Ретро-Минск
Ретро-Минск — один из крупнейших на территории бывшего СССР международный слет ретро-автомобилей, который с 2008 года ежегодно проводится Общественным объединением Автоамерика в Минске в мае. В мероприятии принимают участие экипажи из Белоруссии, России, Украины, Великобритании, Литвы, Латвии, Эстонии, Финляндии, Молдавии, Казахстана и др. стран. Организатор — Александр Шурин (Председатель исполнительного комитета ОО Автоамерика).

## История
Первый слет Ретро-Минск в 2008 году был попыткой организации первого официального клубного мероприятия с целью популяризации автомобильного ретро-движения в Беларуси. Для придания международного масштаба на слет были приглашены владельцы раритетных автомобилей из Прибалтики. Формат мероприятия был выбран традиционный для европейских стран — выставка. Несмотря на немногочисленность участников (29), Ретро-Минск получился достаточно представительным и позволил белорусским коллекционерам показать свои авто в совершенно новом для Беларуси формате.
Благодаря хорошей организации первого слета количество заявок в следующем году возросло. Как итог — количество участников удвоилось.

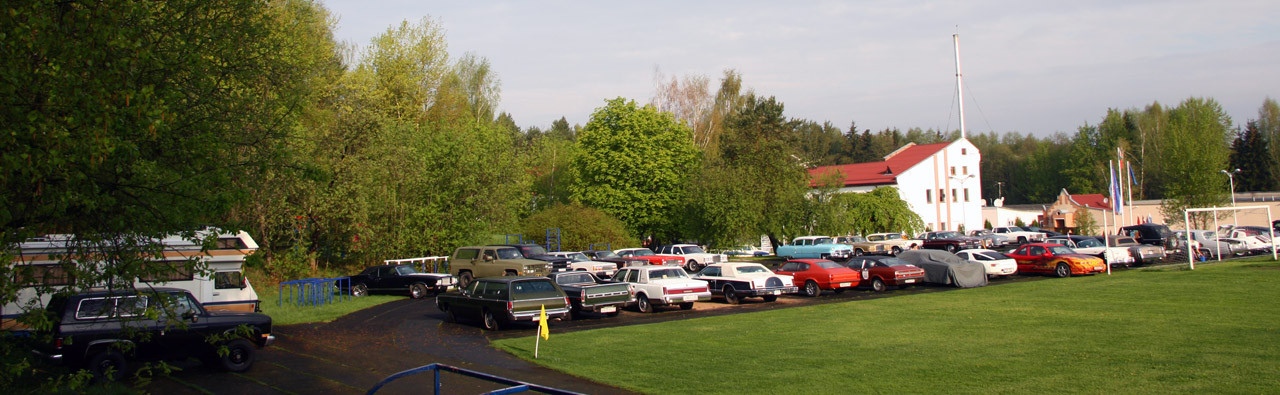
Ретро-Минск

По результатам проведения первых двух слетов в 2010 было принято решение об изменении формата слета. Для увеличения зрелищности, привлечения большего количества посетителей и участников в программу были введены несколько площадок, передвижения между которыми осуществлялись организованной колонной в сопровождении ГАИ по центральным улицам Минска.
С учётом времени проведения мероприятия (начало мая) организаторы ввели традицию поздравления ветеранов на площади Победы и возложения цветов к монументу
.
Новый формат потребовал и некоторых ограничений. В первую очередь на количество автомобилей — около 100. В связи с ростом популярности мероприятия и ограниченным количеством участников в 2011 году отбор стал достаточно жестким, что позволило отобрать самые интересные и достойные экземпляры
.
В качестве критериев отбора стали: возраст авто более 35 лет, аутентичность внешнего вида, хорошее техническое состояние представленных экземпляров. Исключения могли быть только для эксклюзивных авто более поздних лет выпуска и участников предыдущих слетов.
Второй день слёта традиционно отведён для отдыха экипажей на территории Историко-культурного комплекса «Линия Сталина», что так же является характерной особенностью мероприятия. Участники могли прокатится на бронетехнике, пострелять из охолощенного оружия и познакомится с работой реставрационной мастерской комплекса.
В последующие годы формат мероприятия не менялся, различными были только места экспозиции в городе
. Второй день мероприятия в 2012 году позволил участникам мероприятия ощутить себя настоящими участниками боев Великой Отечественной войны благодаря исторической реконструкции боевых действий, в 2013 поучаствовать в пейнтбольных турнирах с участием авто, а в 2014 изюминкой стали автобои.
Слет 2014 оказался не слишком многочисленным — из-за проведения в Минске чемпионата мира по хоккею время проведения пришлось передвинуть и мероприятие по датам совпало с крупным слетом в Литве. В результате участников из прибалтики практически не было. В 2015 году существенно изменился состав участников — основной состав прибыл из России и Беларуси, причём белорусские участники показали ряд интересных машин с высоким уровнем реставрационных работ. В 2016 году одной из стоянок слета стал авиационный музей в Боровой, а участникам была предоставлена возможность совершить авиапрогулку над музеем. 10-й юбилейный слет в 2017 году собрал 124 участников, в том числе была представлена полная линейка всех поколений Chevrolet Corvette. В 2018 году количество раритетов достигло 131.

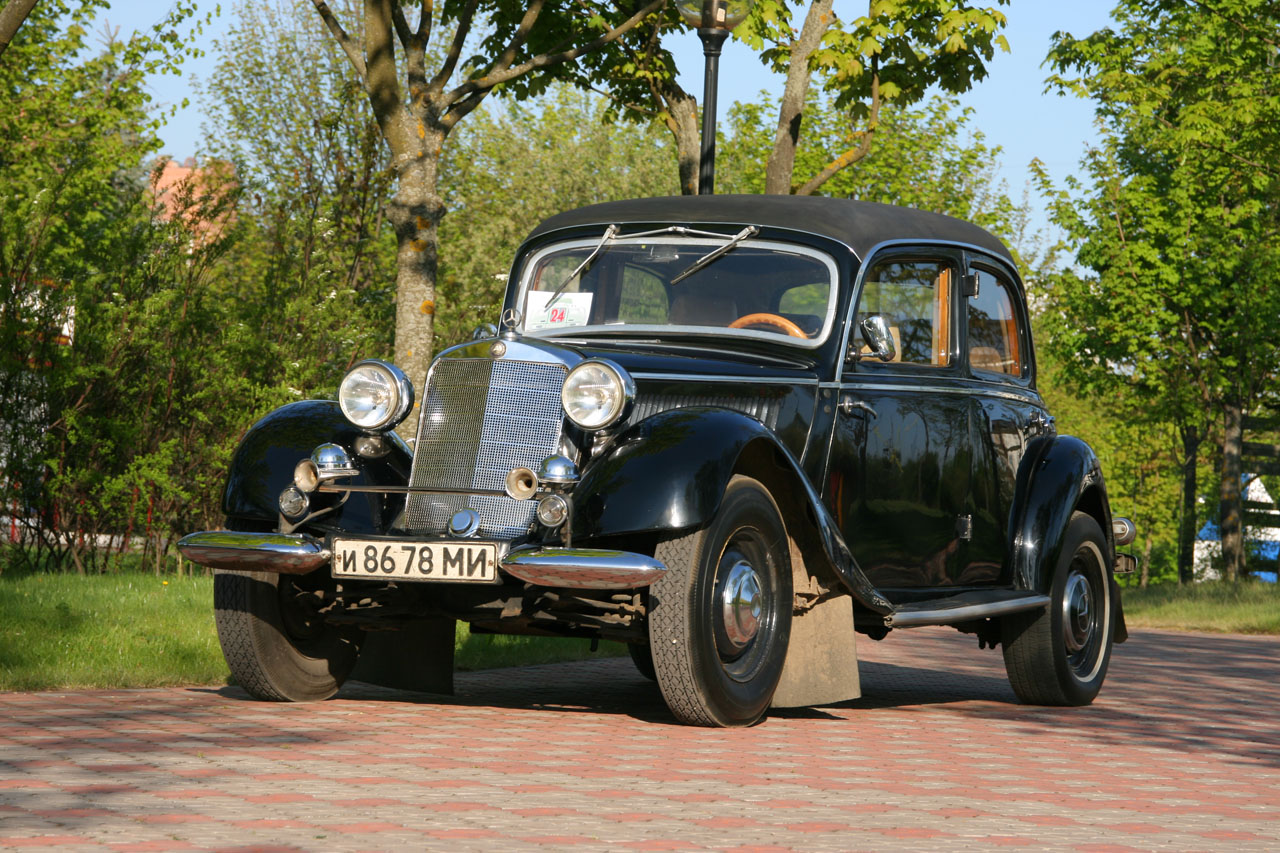
Ретро-Минск 2009

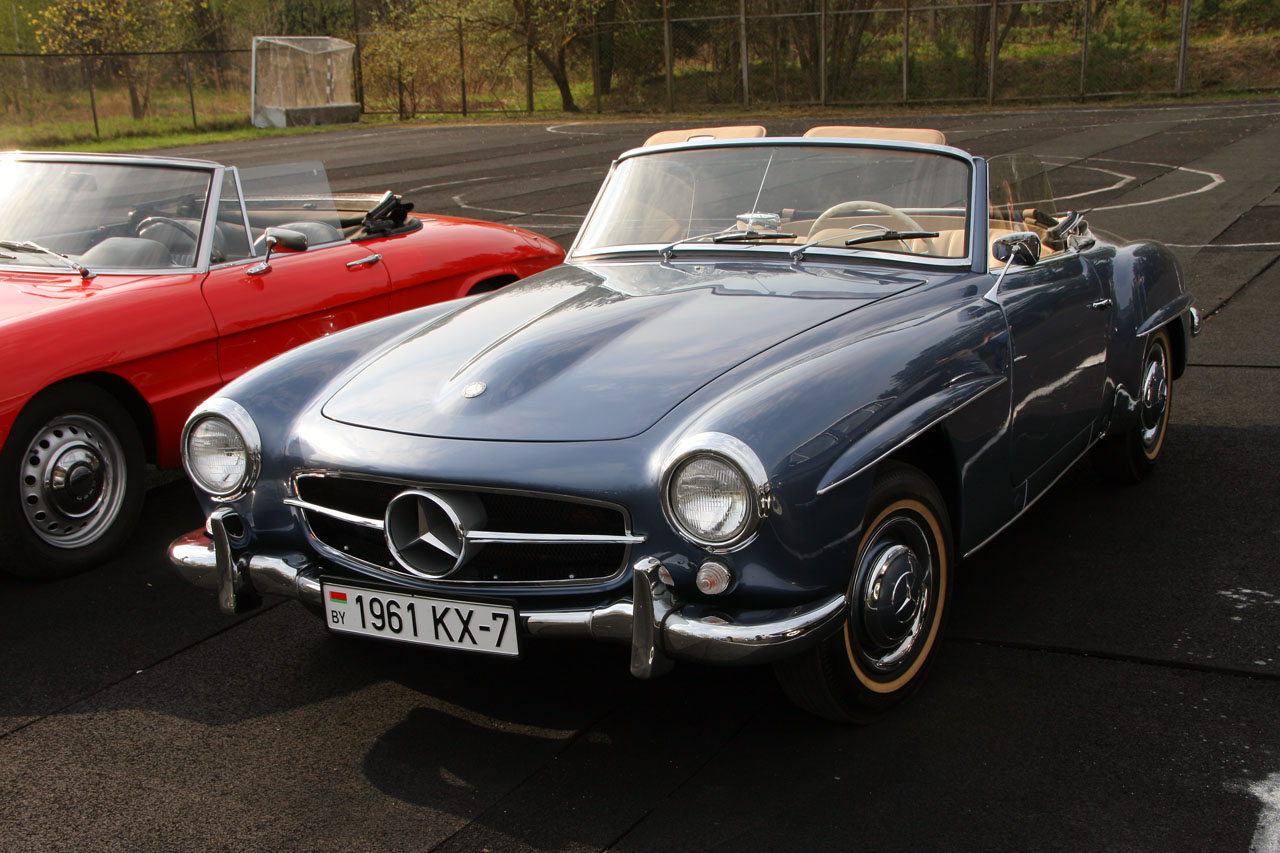
Ретро-Минск 2010

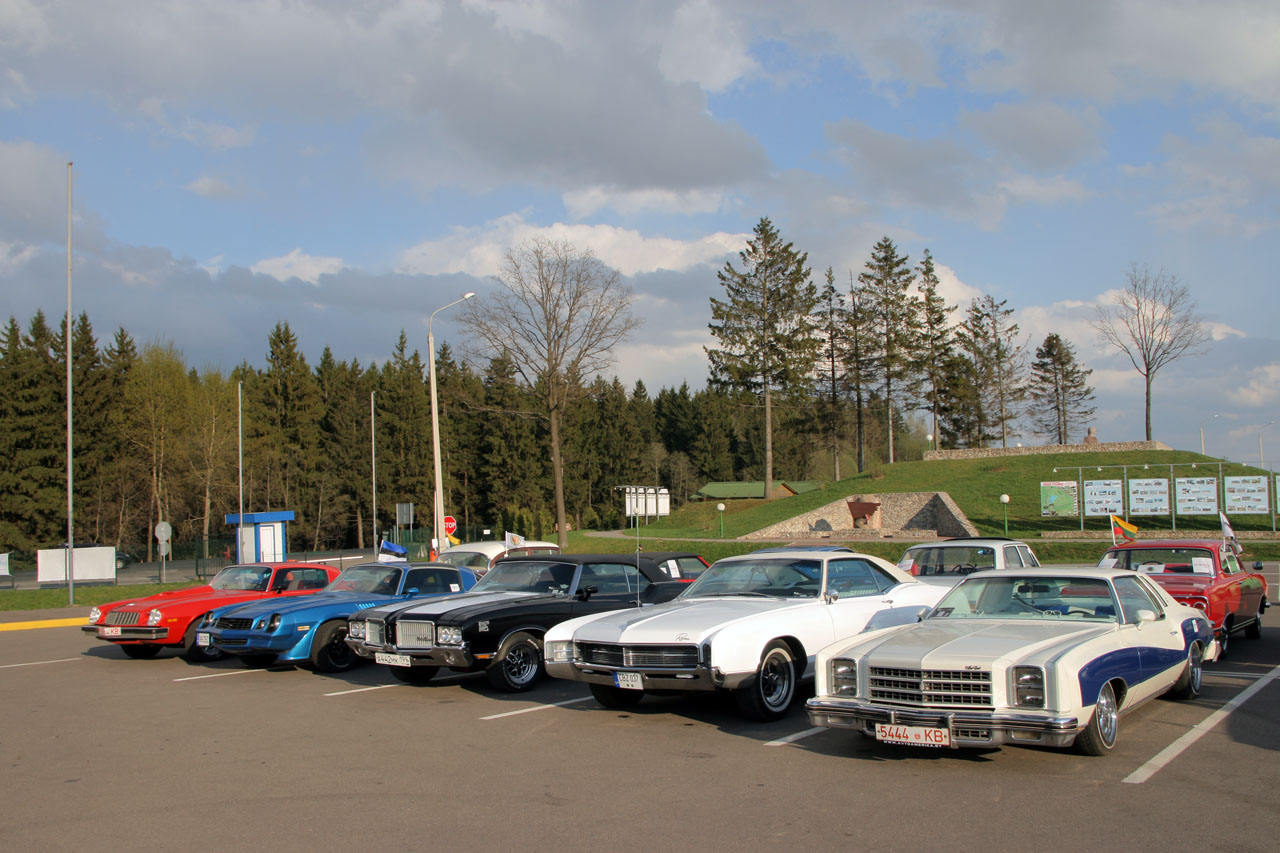
Ретро-Минск 2011

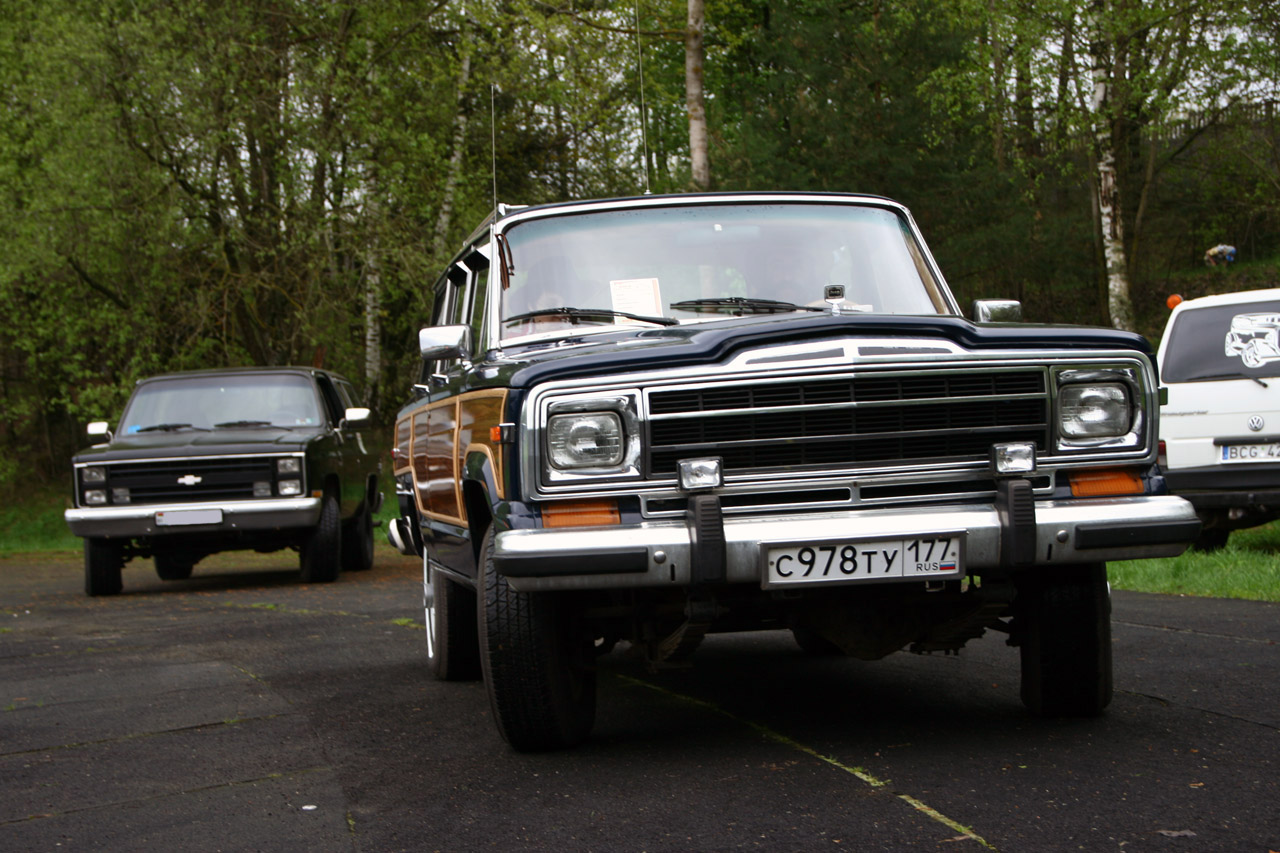
Ретро-Минск 2012

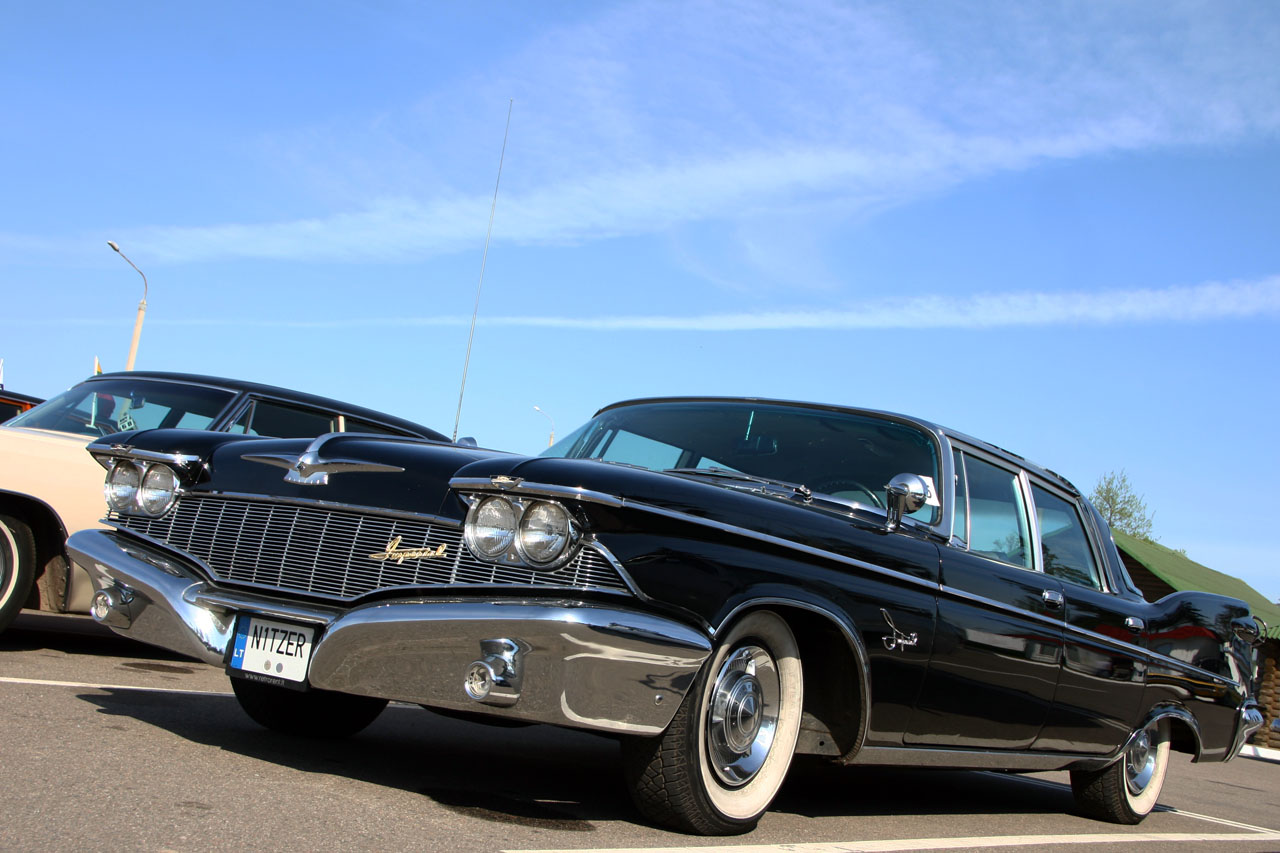
Ретро-Минск 2013

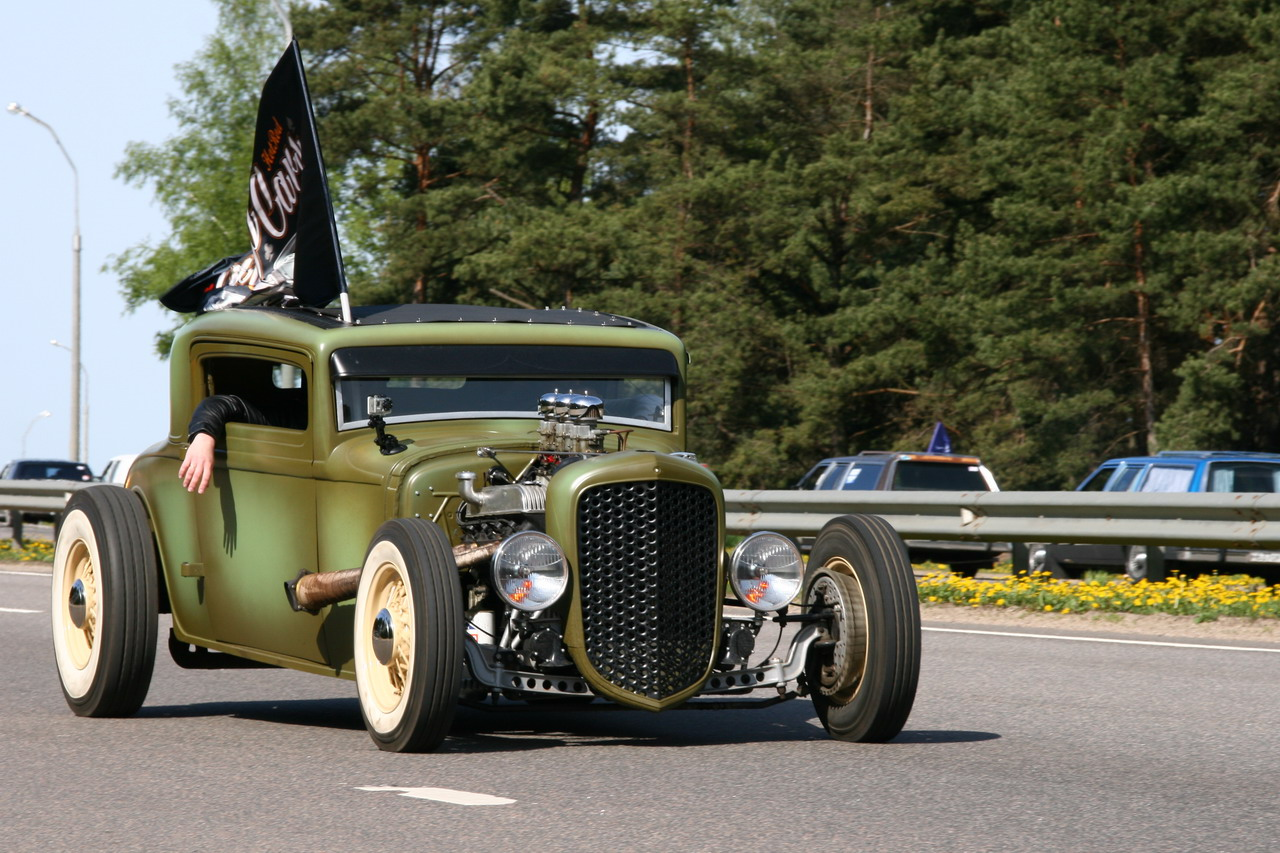
Ретро-Минск 2014

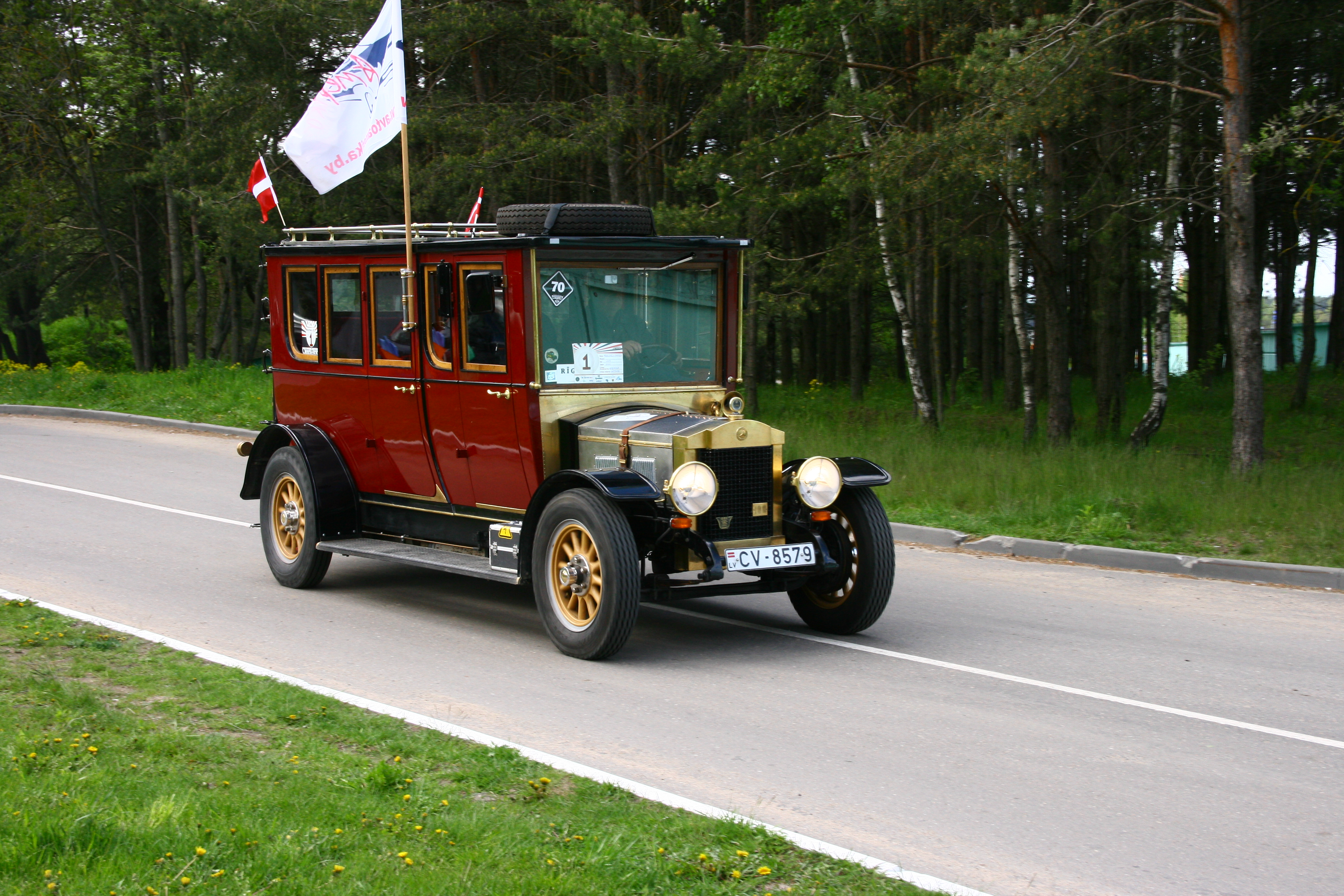
Ретро-Минск 2015

## Хронология
2008
Первый слет проходил в формате выставке в парке «Dreamland» в Минске. В этом году приняло участие 29 авто, из них 8 авто из Эстонии, одно авто из Латвии по определённым причинам не попало в Парк, и 21 экипаж из Белоруссии.
2009
Второй слет повторил формат первого и размещался там же. Количество участников достигло 56. Присутствовали экипажи из Финляндии, Эстонии, Белоруссии, Литвы, Украины и России.
2010
В этом году принципиально сменился формат: вместо статичной экспозиции машины размещались на нескольких площадках в течение первого дня с переездом организованной колонны в сопровождении ГАИ по центральным улицам Минска, что стало визитной карточкой мероприятия. В течение второго дня экспозиция размещалась на территории ИКК «Линия Сталина». Всего приняли участие 82 авто.
Всего Слет предусматривал 15 номинаций, некоторые из них были присвоены сразу нескольких автомобилям:
«Самый дальний экипаж» была разделена сразу между тремя автомобилями, одним из Финляндии (Сadillac Coupe DeVille 1957) и двумя из Молдавии (Packard 120 1938 и ГАЗ М-20 «Победа» 1954 в редком исполнении «купе-кабриолет»).
«За почетный возраст» полностью «лежала» на плечах зрителей. Она досталась белорусскому ГАЗ-67 1953 года выпуска.
«Самый элегантный экипаж» разыграли два автомобиля и их экипажа, оба белорусские: DKW 1937 и BMW 3.0S Bavaria 19
«Самый яркий автомобиль Слета» досталась постоянному участнику «Ретро-Минска», мотоколяске СЗА 1968 («Моргуновке») из Жлобина.
«Самый женский автомобиль» досталась «белорусской» Alfa Romeo Spider 1968 года.
«Лучшее музыкальное оформление» — Chevrolet Monte Carlo 1975 года (Беларусь).
«Лучший Full Size» — Ford Bronco 1979 года из России.
«Самый культовый автомобиль» досталась действительно одному из самых известных и узнаваемых автомобилей за всю историю мирового автопрома — белорусскому Cadillac DeVille Continental Kits 1959 года.
«Приз зрительских симпатий» разделили сразу три автомобиля: уже известная СЗА «Моргуновка», Buick Riviera 1967 из Литвы и Cadillac DeVille 4-dour 1964 из Эстонии.
«Автомобиль, не тронутый реставратором» досталась ЗАЗ-966В 1970 года из Белоруссии.
«Лучшую реставрацию американского автомобиля» заслуженно получил Cadillac Fleetwood 1963 из Эстонии
«Лучшую реставрацию европейского автомобиля» получил Mercedes 190SL 1961 года.
«Лучшую реставрацию советского автомобиля» достался белорусскому ГАЗ-12 «ЗИМ» 1953 года
«Лучшая техническая идея», по всеобщему мнению, применена на автомобиле ГАЗ-21 1969 года. В автомобиле установлен двигатель 2,9 литра V6 от автомобиля Ford с автоматической КПП. Примечательно, что переключение передач происходит,
как и в оригинальной «двадцать первой», на рулевой колонке.
«Самый мощный muscle car» поначалу досталась белорусской Chevrolet Camaro Z28 1977 года. Но экипаж автомобиля передал эту награду эстонскому Pontiac Firebird 1985.
Гран-При Слета, в этом году досталась автомобилю Packard 120 1938 года из Молдавии.
2011
В этом году повторился формат прошлого года
. Увеличилось количество участников до 84 (с учётом более жесткого отбора на этапе регистрации).
Победители в номинациях:
«Самый дальний экипаж» — Cadillac DeVille 1981 г.
«Лучший автомобиль, нетронутый реставратором» — Ford F-100
«Лучший женский авто» — Opel Record
«Культовый автомобиль своей эпохи» — Mercedes-Benz 320
«Самый мощный Muscle Car» — Chevrolet Camaro Z28 1979 года
«Лучший Full Size» — Buick S&S Sovereign Hearse Brochure V8 5.0 1987 года
«Лучшая техническая идея» — Buick Riviera GS 1967 года
«Самый яркий автомобиль Слета», «Лучшая реставрация европейского автомобиля» — BMW-327
«Лучшая реставрация советского автомобиля» — Москвич 401
«Лучшая реставрация американского автомобиля» — Buick Riviera
«Самый элегантный экипаж» — Cadillac de Cuba 1964 года
«Лучшая цветовая гамма автомобиля (1 место)», «Лучший custom проект» — Mercury Eight
«Лучшая цветовая гамма автомобиля», «Лучшее музыкальное оформление» — Chevrolet Monte Carlo 1975 года
«Лучшая цветовая гамма автомобиля» (3 место) — ГАЗ-21
«Лучший автомобиль premium класса» — Cadillac
«Классический американский автомобиль» — Buick Electra 225 1959 года
«Классический европейский авто» — Mercedes-Benz 250
«Классическое авто советской эпохи» — ЗАЗ-965 1969 года
«Лучший внедорожный авто» — Jeep Willis
«Приз зрительских симпатий» — Buick Special 1954 года
«Приз зрительских симпатий» — Cadillac Fleetwood 1963 года
«Лучший отреставрированный автомобиль фестиваля», «За почётный возраст», «Приз зрительских симпатий», «Гран-При фестиваля» — Ford T 1923 года
2012 Стандартный формат мероприятия. Количество участников 87.
Победители в номинациях:
«Гран-при фестиваля» — Rolls Royce 1956 Литва
«Приз зрительских симпатий» — Buick Riviera 1972 Литва
«Лучший автомобиль premium класса» — Rolls Royce 1956 Литва
«Лучший автомобиль, не тронутый реставратором» — Газ-21 1967 Литва
«Самый модный muscle car» — Oldsmobile 1971 Россия
«Лучшее музыкальное оформление» — Chevrolet Monte Carlo 1975 Беларусь
«Лучшая техническая идея» — Москвич 407 1959 Беларусь
«Самый дальний экипаж» — Cadillac Deville 1982 Финляндия
«Самый почетный возраст» — Buick 1935 Беларусь
«Лучшая реставрация американского автомобиля» — Buick 1935 Беларусь
«Лучший женский автомобиль» — Nissan Figaro 1991 Россия
«Культовый автомобиль своей эпохи» — Citroen 2cv6club 1976 Литва
«Лучший full size» — Cadillac DeVille 1955 Эстония
«Самый яркий автомобиль» — Cadillac Eldorado неустановлен Россия
«Лучшая реставрация советского автомобиля» — Газ-21 1967 Беларусь
«Лучшая реставрация европейского автомобиля» — Citroen DS 1971 Литва
«Самый элегантный экипаж» — Buick 1940 Россия
«Лучший отреставрированный автомобиль» — Rolls Royce 1956 Литва
«Лучшая ручная работа (custom проект)» — Chevrolet Monte Carlo 1975 Беларусь
«Лучшая цветовая гамма» — Jeep Grand Wagoneer 1986 Россия
«Классический европейский автомобиль» — Mercedes Benz 170 1936 Литва
«Классический автомобиль советской эпохи» — ГАЗ-21 1967 Литва
«Лучший внедорожный авто» — Chevrolet M1009 1985
«Лучшая реставрация моторного отсека» — Chevrolet Caprice Classic Эстония
«Лучшая машина из фильма» — Pontiac Firebird Formula 1986 Россия
2013 Стандартный формат мероприятия. Количество участников 86.
Победители в номинациях:
«Приз зрительских симпатий» — Ford Mustang 1973 Эстония, Pontiac FireBird 1986 Россия, Citroen B10 torpedo 1925 Литва

2014 Стандартный формат мероприятия. Количество участников 74.
2015 Стандартный формат мероприятия. 85 участников из Белоруссии, России, Латвии, Эстонии и Литвы.
Победители в номинациях:
«Лучшая цветовая гамма» — Plymouth Fury 1972 Беларусь
«Лучшее музыкальное оформление» — Chevrolet Monte Carlo 1975 Беларусь
«Лучший автомобиль нетронутый реставратором» — Chevrolet Caprice 1971 Россия
«Лучшая реставрация американского автомобиля» — Chevrolet Monte Carlo 1971 Россия
«Лучший внедорожный авто» — Chevrolet Suburban 1985 Россия
«Лучшая реставрация советского авто» — ГАЗ-21 1963 Беларусь
«Лучший отреставрированный авто фестиваля» — ГАЗ-21 1963 Беларусь
«Лучшая ручная работа» — Mercedes 1903 Латвия
«Лучший авто премиум класса» — BMW 501 1955 Литва
«Лучшая реставрация моторного отсека» — Chevy Camaro IROC-Z 1986 Беларусь
«Самый почетный возраст» — Mercedes 1903 год Латвия
«Лучший фулсайз» — Mercury Colony Park 1984 Беларусь
«Самый элегантный экипаж» — Buick Eight Special 1940 Россия
«Лучшая реставрация европейского авто» — BMW 501 ,1955 Литва
«Приз зрительский симпатий» — Citroen DS 23 Pallas 1972 Россия
«Гран при фестиваля» — Mercedes 1903 Латвия
«Лучший женский автомобиль» — Citroen 2CV 1985 Литва
«Самый модный мускул кар» — Dodge Charger 1969 Россия

2016 Стандартный формат мероприятия. 79 участников из Белоруссии, России, Латвии, Эстонии, Литвы и Великобритании.
Победители в номинациях:
«Лучший автомобиль премиум класса» — Jaguar (Литва)
«Лучший автомобиль не тронутый реставратором» — Chrysler Newport (Россия)
«Самый модный muscle car» — Dodge Charger (Россия)
«Лучшее музыкальное оформление» — Chevrolet Camaro Z-28 1985 (Беларусь)
«Самый дальний экипаж» — Polonez Ambulance (Англия/Польша)
«Самый почетный возраст» — Buick Eight 1940 (Россия)
«Лучшая реставрация американского автомобиля» — Plymouth Fury (Беларусь)
«Лучшая реставрация советского автомобиля» — Зим фаэтон (Украина)
«Лучшая реставрация европейского автомобиля» — Jaguar XJ6C (Литва)
«Самый элегантный экипаж» — ЗиМ фаэтон (Украина)
«Лучший custom проект» — Citroen six-wheeler (Россия)
«Лучшая цветовая гамма» — Rolls-Royce (Литва)
«Лучший женский автомобиль» — Volvo P1800 (Эстония)
«Лучший full-size» — Cadillac DeVille 1960 (Россия)
«Лучший full-size sedan» — Buick Electra (Россия)
«Лучшая реставрация моторного отсека» — Chevrolet Caprice (Эстония)
«Лучший pony car» — Ford Mustang (Россия)
«Приз зрительских симпатий» — Karman Ghia (Беларусь)
«Гран-При фестиваля» — ЗиМ фаэтон (Украина)

2017 Стандартный формат мероприятия. 116 участников из Белоруссии, России, Латвии, Эстонии, Литвы.
Победители в номинациях:
"Мисс Ретро-Минск 2017"  - №53 Плимут Фьюри (Эстония)
"Мистер Ретро-Минск 2017"  - №54 Арно Аниер (Эстония)
"Лучший семейный экипаж" - №49 Buick Eight Special (Россия)
"Самый элегантный экипаж" - №48 Studebaker Commader Six (Эстония)
"Автомобиль-легенда. Самое богатое историческое прошлое" - №18 Газ-14 (Литва)
"Герой кинематографии" - №84 Додж Чарджер (Россия)
"Легенда автопрома Америки" - №54 Кадиллак Эльдорадо (Эстония)
"Легенда автопрома европы" - №105 Ситроен ДС (Беларусь)
"Легенда автопрома СССР" - №16 Газ-22 (Беларусь)
"Самый молодой экипаж" - №81 Шевроле Импала (Россия)
"Самый старший экипаж" - №48 Studebaker Commader Six (Эстония)
"Лучший автомобиль премиум-класса" -  №44 Бентли S1 (Эстония)
"Лучший автомобиль, нетронутый реставратором" - №25 Пежо 603 (Финляндия)
"Самый модный muscle car"- №46 Ход род (Россия)
"Лучшее музыкальное оформление" - №77 Шевроле Монте Карло (Беларусь)
"Самый дальний экипаж" - №37 Мерседес 200Д (Казахстан)
"Самый почетный возраст" - №52 Buick Special (Латвия)
"Лучшая реставрация американского автомобиля" - №78 Шевроле Монте Карло (Россия)
"Лучшая реставрация советского автомобиля" - №17 Зим (Украина)
"Лучшая реставрация европейского автомобиля" - №107 Ягуар Е-тайп (Беларусь)
"Лучший кастом проект" - №47 Каддилак (Литва)
"Лучшая цветовая гамма" - №68 Кадиллак Девилль (Литва)
"Лучший женский автомобиль" - №2 Изетта
"Лучший full-size" - №101 Шевроле Субурбан (Россия)
"Лучший full-size седан" - №70 Кадиллак Девилль (Литва)
"Лучшая реставрация моторного отсека" - №98 Шевроле Камаро (Беларусь)
"Лучший кабриолет слета" - №69 Кадиллак Девилль (Литва)
Приз зрительских симпатий ретро-минск-2017 - Хот Род
Гран-при Фестиваля Ретро-Минск-2017 - №17 Зим (Украина) (Украина)

2018 Стандартный формат мероприятия. 125 участников из Белоруссии, России, Латвии, Эстонии, Литвы, Украины.
2019 Стандартный формат мероприятия. 102 участника из Белоруссии, России, Латвии, Эстонии, Литвы.
2020...2022 Слет не проводился.
2023 Стандартный формат мероприятия.

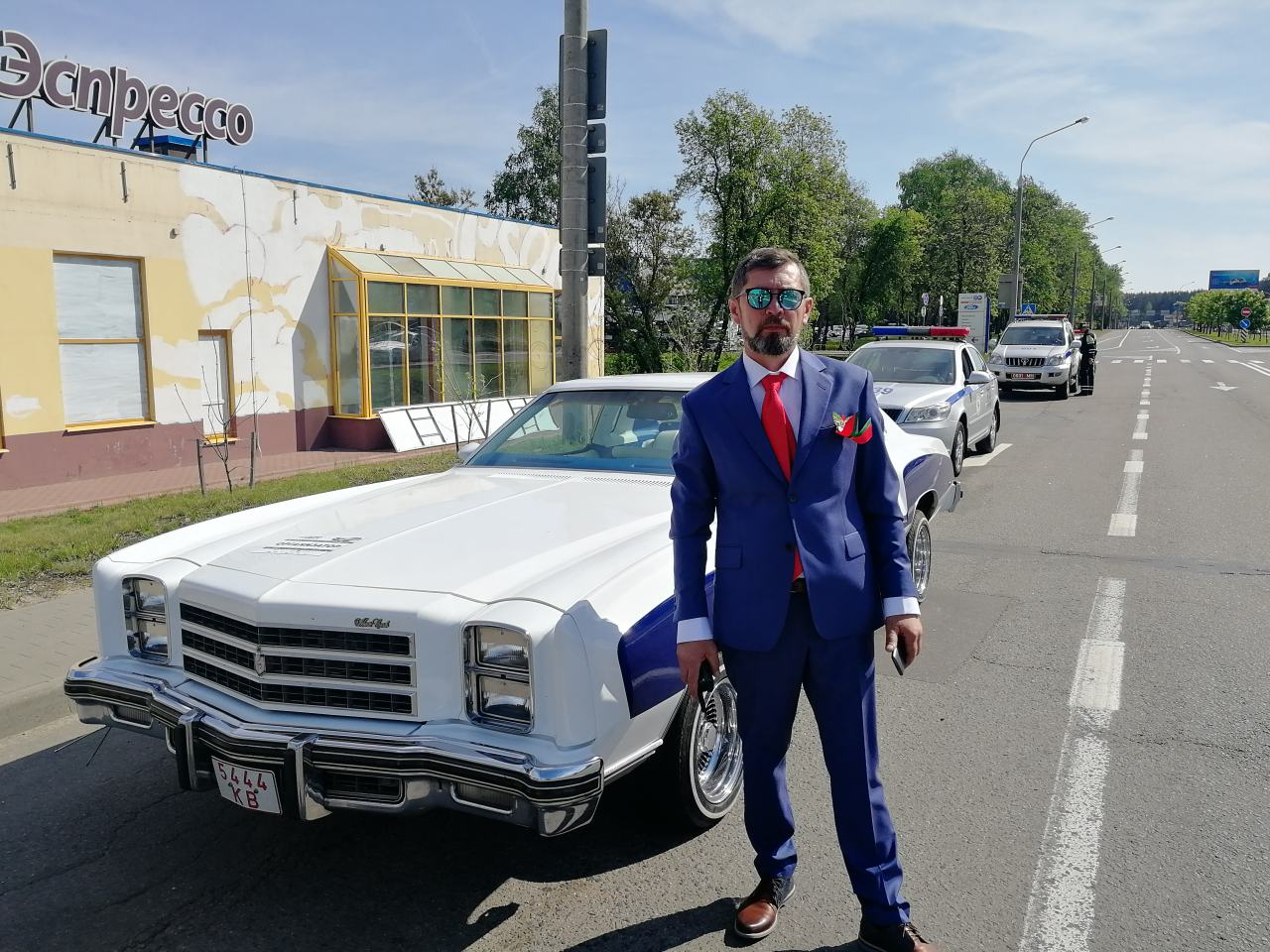
А.Шурин рядом с символом слета Ретро-Минск - Chevrolet Monte Carlo

## Организаторы и партнёры
Организатором всех слётов является Общественное объединение «АвтоАмерика», объединяющее с 2006 года владельцев классических и раритетных автомобилей Республики Беларусь.  Общественное объединение «АвтоАмерика» одно из самых влиятельных в республике неполитических и некоммерческих организаций.  Председателем исполнительного комитета общественного объединения и непосредственным руководителем является Александр Шурин - активный участник международных выставок, посвященных ретро и классическим автомобилям. На своем Chevrolet Monte Carlo 1975 года А.Шурин завоевал множество призов на международных конкурсах, а благодаря активному взаимодействию с ретро-клубами прибалтийских стран вывел слет Ретро-Минск в ранг международных практически с первого мероприятия.  
Партнёры слета:
- 2009 ООО «Автомалиновка»

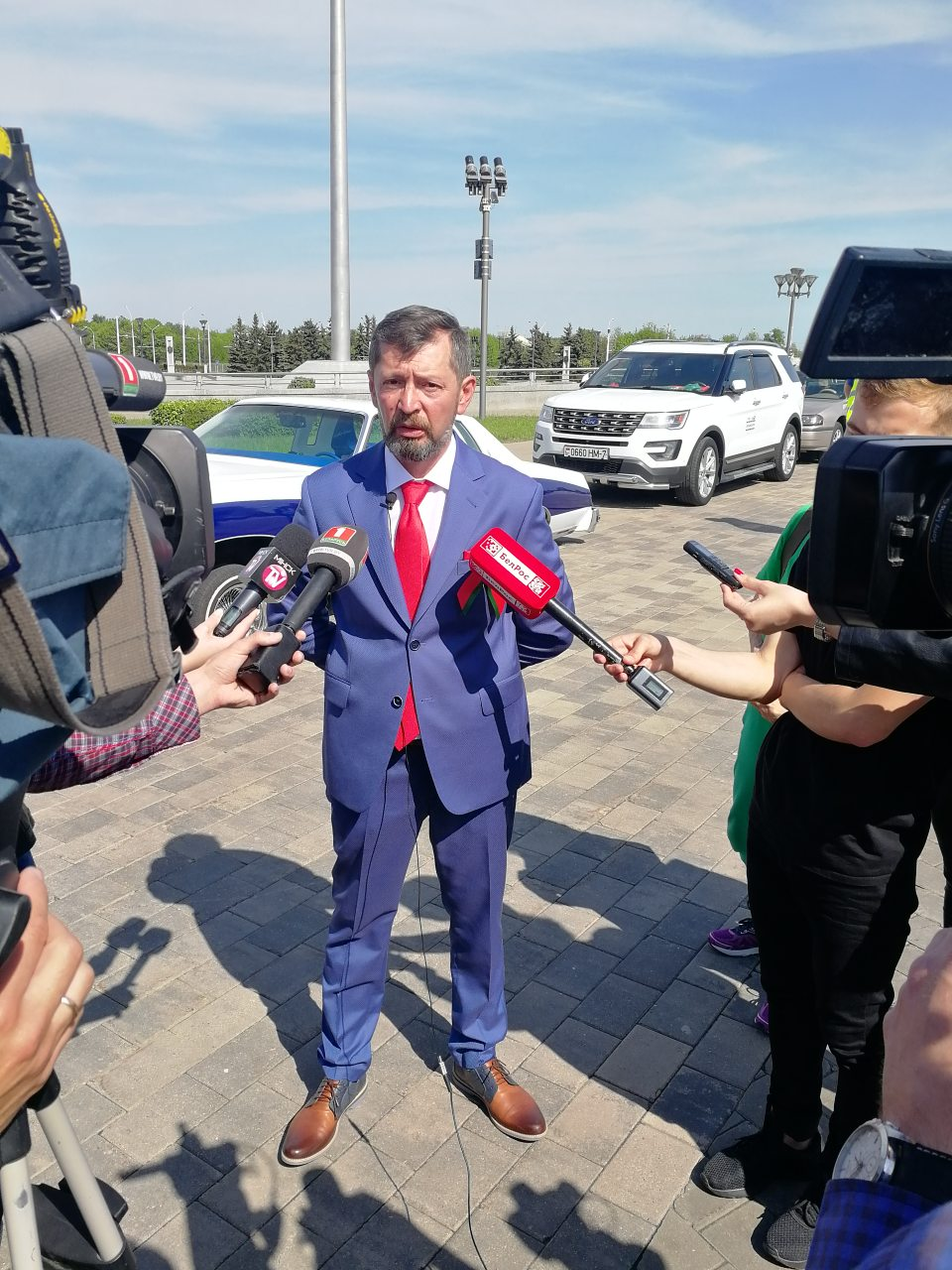
А.Шурин на пресс-конференции по случаю открытия слета Ретро-Минск-2019

- 2010 Компания «Bosch», СП ДПС МВД РБ «Стрела», УГАИ МинГорИсполкома, компания «Петрокан», ООО «Автомалиновка», Радио Би Эй 104,6FM
- 2011 Компания «Bosch», БРСМ, СП ДПС МВД РБ «Стрела», УГАИ МинГорИсполкома, Администрация Президента РБ, рекламно-производственная компания «Вместе», информационное агентство «Interfax», ООО «Автомалиновка», база ФПБ, историко-культурный комплекс «Линия Сталина», Радио Минск 92,4FM, ОАО «Брестский ЛВЗ „Белалко“»
- 2012 Компания «Bosch», БРСМ, СП ДПС МВД РБ «Стрела», УГАИ МинГорИсполкома, Администрация Президента РБ, информационное агентство «Interfax», ООО «Автомалиновка», база ФПБ, историко-культурный комплекс «Линия Сталина», Радио Unistar 99,5FM
- 2013 БРСМ, СП ДПС МВД РБ «Стрела», УГАИ МинГорИсполкома, Администрация Президента РБ, информационное агентство «Interfax», ООО «Автомалиновка», база ФПБ, историко-культурный комплекс «Линия Сталина», Alfredas Zigmantas (UAB Stigma), Пейнтбольный клуб UFO
- 2014 БРСМ, СП ДПС МВД РБ «Стрела», УГАИ МинГорИсполкома, Администрация Президента РБ, информационное агентство «Interfax», ООО «Автомалиновка», база ФПБ, историко-культурный комплекс «Линия Сталина», рекламно-производственная компания Вместе, Onliner, радио Пилот-FM, агентство «Eventum Globo», торговая марка «Сваяк».
- 2015 БРСМ, СП ДПС МВД РБ «Стрела», УГАИ МинГорИсполкома, Администрация Президента РБ, Музей авиационной техники — Боровая, Alfredasа Zigmantasа UAB Stigma, Мотоклуб Patriots, ООО «Автомалиновка», база ФПБ, Onliner, радио Пилот-FM, Душевное радио, питьевая вода «Бульбаш».
- 2016 БРСМ, СП ДПС МВД РБ «Стрела», УГАИ МинГорИсполкома, Администрация Президента РБ, Национальное агентство по туризму в РБ, Музей авиационной техники — Боровая, Alfredasа Zigmantasа UAB Stigma, Мотоклуб Patriots, ООО «Автомалиновка», Onliner, радио Пилот-FM, Душевное радио.
- 2017 БРСМ, СП ДПС МВД РБ «Стрела», УГАИ МинГорИсполкома, Администрация Президента РБ, Министерство спорта и туризма, Alfredasа Zigmantasа UAB Stigma, Общественное объединение «МашЫна времени», компания Iron Duke Ltd, ООО «Автомалиновка», Onliner, радио Пилот-FM, Душевное радио.

- 2018 БРСМ, СП ДПС МВД РБ «Стрела», УГАИ МинГорИсполкома, Администрация Президента РБ, Министерство спорта и туризма, Alfredasа Zigmantasа UAB Stigma, Общественное объединение «МашЫна времени», компания Iron Duke Ltd, ООО «Автомалиновка», Onliner, радио Пилот-FM, Душевное радио.

- 2018 БРСМ, СП ДПС МВД РБ «Стрела», УГАИ МинГорИсполкома, Администрация Президента РБ, Министерство спорта и туризма, Alfredasа Zigmantasа UAB Stigma, Общественное объединение «МашЫна времени», компания Iron Duke Ltd, ООО «Автомалиновка», Onliner, радио Пилот-FM, Душевное радио.

- 2019 БРСМ, Министерство спорта и туризма, Общественное объединение «МашЫна времени», компания Iron Duke Ltd, ООО «Автомалиновка».

- 2020 Слет отменен в связи с распространением коронавируса COVID-19.

- 2023 Общественного объединение "МашЫна времени" , Республиканский спортивный комплекс " Раубичи", реставрационная компания Iron Duke Classics, центр антикоррозийной защиты KROWN, компания WESTMOTORS, рекламно-производственная компания Вместе, SPLAT Global, информационные партнёры оnliner.by, abw.by, smartpress.by, av.by.